# Mitsui & Co.
Mitsui & Co.(TYO: 8031
, OSE: 8242, NASDAQ: MITSY

), også kendt som Mitsui Bussan er en af Japans største handelsvirksomheder (sogo shosha) og en del af Mitsui-koncernen. Forretningområderne dækker bl.a. energi, maskiner, kemikalier, fødevarer, tekstiler, logistik og finans.

## Historie
Virksomheden er etableret i 1876 med i alt 16 medlemmer inklusive grundlæggeren Takashi Masuda. Før Edo-perioden har Japans handel domineret af udlændinge, men det blev ændret med Japans voksende handelsvirksomheder. Ved udgangen af 2. verdenskrig var virksomheden en dominerende handelsgigant, men den blev opløst af de Allierede. I 1947 besluttede en tidligere medarbejder Tatsuzo Minakami at genetablere virksomheden. Senere da international handel blev et væsentligt element i Japans økonomi, så begyndte Mitsui også at foretage forskellige internationale investeringer, som i dag udgør de primære forretninger.

## Forretningsområder
- Jern- & stålprodukter
- Mineraler & Metaller
- Infrastruktur-projekter
- Automobiler
- Marine & Luftfart
- Kemikalier
- Energi
- Fødevarer
- Informationer, Elektronik og telekommunikation
- Forbrugerhandel
- Finansielle markeder
- Transport logistik